# Last Action Hero (jeu vidéo)
Last Action Hero est un jeu vidéo de type beat them all sorti en 1992 sur Game Boy, Game Gear, Mega Drive, Nintendo Entertainment System et Super Nintendo. Le jeu a été développé par Bits Studios et édité par Sony Imagesoft. Des versions sur Amiga et DOS sont sorties en 1994. Elles étaient développées par The Dome Software et éditées par Psygnosis.
Il s'agit de l'adaptation du film Last Action Hero de John McTiernan.